# Revuelta monárquica de Monsanto
La revuelta monárquica de Monsanto o escalada de Monsanto fue una conjura monárquica que tuvo lugar en Portugal, en la sierra de Monsanto, emplazada en los alrededores de Lisboa en enero de 1919. Tratando de llevar a la capital el movimiento insurgente conocido como la «Monarquía del Norte» —activo en el norte del país desde unos días antes— un grupo de civiles monárquicos y tropas militares se acantonó el 22 de enero en dicha sierra en actitud hostil hacia el gobierno republicano. Tras apenas 48 horas de refriegas, el 24 de enero se produjo la derrota de las insurgentes monárquicos. La insurrección se cobró 39 muertos y alrededor de 300 heridos, entre ellos el monárquico José Pequito Rebelo.